# アフガニスタン紛争
アフガニスタン紛争（アフガニスタンふんそう）とは、近代以降のアフガニスタンを舞台に起こった様々な戦闘の総称。
この項目では、1978年以降、断続的に起こっている戦いを扱う。

## 概要
アフガニスタンは1978年以来断続的に戦闘が続いている。
この戦闘を時期によって大別すると、以下の3時期に分けられて語られることが多い。

### 1978年 - 1989年
1978年に発生したアフガニスタン人民民主党政府に対する武装蜂起、さらに1979年に発生したソビエト連邦のアフガニスタン侵攻、政府軍・ソビエト連邦軍とそれに対するムジャーヒディーンの戦闘を指す。

### 1989年 - 2001年
1989年のソ連軍撤退後のムジャーヒディーンや軍閥による内戦を指す。人民民主党が壊滅した1992年、ターリバーンが首都カーブルを占領しアフガニスタン・イスラム首長国を樹立した1996年9月で大別される。

### 2001年 - 2021年
2001年に発生したアメリカ合衆国および有志連合諸国と北部同盟によるターリバーン政府打倒のための攻撃、そして北部同盟が樹立したアフガニスタン・イスラム共和国政府およびISAF（国際治安支援部隊）および有志連合諸国とターリバーンおよびヘクマティヤール派などの武装組織の抗争を指す。ターリバーン勢力はパキスタン連邦直轄部族地域に浸透し、パキスタン国内でも戦闘を行っている（ワジリスタン紛争）。2014年12月末に有志連合および北大西洋条約機構（NATO）主導の対テロ戦争の不朽の自由作戦が終了し、自由の番人作戦へ移行した。2020年に「ターリバーンと認知されているアフガニスタン・イスラム首長国」とアメリカ合衆国の間で和平合意が成立した。和平合意に基づいて2021年5月よりアメリカ合衆国駐留軍が撤退を開始すると、他の外国軍もアメリカ軍と同じく撤退を開始した。ターリバーンは合意内容に従ってアフガニスタン・イスラム共和国政府と和平交渉を行いつつも、共和国政府の支配下にある都市を次々と奪還し、8月15日に首都カーブルを占領した。これによりアフガニスタン・イスラム共和国は事実上崩壊し、ターリバーン政権が再度樹立された（2021年ターリバーン攻勢）。

### 2021年 - 現在
アフガニスタン・イスラム首長国 （通称ターリバーン政権）の再建と戦闘終結に伴い、民族レジスタンス戦線（略称NRF）等の反ターリバーン武装勢力は、かつてソビエト軍の侵攻に対して難攻不落を誇ったパンジシール渓谷に集結した。しかし、攻撃を再開したターリバーン政権は僅か1週間ほどでパンジシールの主要村落を攻略、NRFの高官らが国外逃亡して戦線は崩壊した。しかし12月現在に至るまでNRFの残党は山岳地帯に拠点を構え、時折、ターリバーン政権の治安部隊に対して一撃離脱戦等のゲリラ攻撃を加えているとされている。
また、自らをイスラム的に正統であると主張し、ターリバーンを背教集団とみなすイスラム国ホラサン州（略称ISKP）は、ターリバーン政権に対して自爆攻撃や標的殺人を用いて活発に武力攻撃を加えている。ISKPはターリバーンが政権を握る前から治安部隊や民間人、ターリバーンに対し頻繁に自爆攻撃や標的殺人を繰り返しており、NRFが弱体化した現在ではターリバーンの統治に一番損害を与えている武装勢力となっている。

### 備考
しかし、これらの戦闘ははっきりと分類できるほど無関係ではない。1989年のソ連軍撤退以降も、人民民主党政府とムジャーヒディーンの戦いは継続しており、2001年前にも北部同盟とターリバーンの戦いは行われている。また2001年以降の紛争についても、対テロ掃討作戦であった不朽の自由作戦からアフガニスタン政府への支援と移行した2014年を区切りとする場合がある。

## 名称について
1979年からソビエト連邦が行った軍事介入、アメリカ合衆国と有志連合と北部同盟によるターリバーン攻撃はいずれも「アフガニスタン戦争」もしくは「アフガニスタン侵攻」と呼ばれることがある。しかしいずれの場合も、国家同士の戦いという「国際法上の戦争」の定義に当てはまらず、国際法上の戦争には当たらない。このため、「アフガニスタン戦争」という言葉が正式な用語として使われることはない。
国際連合安全保障理事会決議1333では当時の状況を「紛争」と定義づけている。またアフガニスタンの状況を1976年以降から続いた紛争として扱い、国連や外務省ではポスト・コンフリクト状態と定義して復興支援に当たっている。国連アフガニスタン支援ミッションの政務官を務めた高橋博史は平成14年度版の外交青書において1978年以降を「アフガニスタン紛争」と表記している。
しかし、マスメディアなどでは「アフガニスタン戦争」の語が使われることもある。ソ連介入後の戦闘をアフガニスタン戦争と形容した例や、1976年以降を総括してアフガン戦争と呼ぶ例もある。
2001年の攻撃を戦争と呼ぶ場合でも、ターリバーン政権崩壊以降をどう認識するかによって呼称は異なる。ターリバーン等の攻撃をテロととらえれば「治安悪化」であり、アメリカやISAFによる掃討作戦は「治安維持活動」になる。しかし、アメリカやISAFを「侵略者」ととらえれば、それと戦うターリバーン等の戦闘は「戦争」になる。例としては日本共産党や平和団体等が2001年以降の戦闘を『アメリカの侵略戦争』『報復戦争』とし、アフガニスタン新政府成立後の戦闘も『戦争の継続』 と呼称することがある。
また、アフガン戦争という用語はイギリスとアフガニスタンとの間で三次にわたって行われたアフガン戦争を指すことが複数の辞典で採用されるなど定着していた。しかし1978年以降の戦闘などは用語が統一されていない。このため、この項目では中立的な表現としてアフガニスタン紛争の語を用いる。

## メディアによる表記

### 朝日新聞
2001年以降を「アフガニスタン戦争」「紛争が続くアフガニスタン」と形容した例もあり、一定していない。

### 産経新聞
2001年以降を「アフガニスタン戦争」と形容した例、政府成立後の混乱を「イスラム武装勢力タリバンの活動が活発化しているアフガニスタン」と形容した例がある。

### 毎日新聞
1979年以降を「アフガニスタンを巡る紛争」とまとめた用語解説を行っているが、2001年以降を「アフガニスタン戦争」と呼ぶ例や「アフガニスタンの紛争」と表記した例、「アフガニスタンでの対テロ戦争」とした例もあり一定していない。

### 読売新聞
「イラクとアフガニスタンでの戦争」と形容した例、アフガニスタンでの対テロ戦争と表記した例がある。